# 臨川郡
臨川郡，中國古代的郡，在今江西省撫州市一帶。

## 建置沿革

### 六朝
三國孫吳太平二年（257年）分豫章東部建臨川郡。屬揚州。郡治南城縣（今江西省南城縣東南），領有10縣：
- 南城縣（治今江西省南城縣東南）
- 臨汝縣（治今江西省撫州市西南）
- 東興縣（治今江西省黎川縣東北），257年左右置縣[2]。
- 南豐縣（治今江西省廣昌縣東），257年置縣[3][4][5]。
- 宜黃縣（治今江西省宜黃縣東），257年置縣[6][7]。
- 新建縣（治今江西省樂安縣北），257年置縣[8][9]。
- 安浦縣（治今江西省樂安縣西南），257年置縣[10][11]。
- 西平縣（治今江西省撫州市南），257年置縣[12][13]。
- 西城縣（治今江西省崇仁縣南），257年置縣[14]。
- 永城縣（治今江西省黎川縣北），257年左右置縣[15]。

西晉減吳後相沿，郡治改為臨汝縣，並改西平縣為西豐縣，西城縣為西寧縣。
南朝末年，以今崇仁、丰城、永丰、新淦等县增置巴山郡。东晋之后属江州，陈武帝时，与巴山郡同属高州。

### 隋唐
隋文帝开皇九年（589年），滅陳，廢臨川郡，其地屬撫州。隋煬帝大業三年（607年），改撫州为臨川郡。臨川郡領四縣：臨川、南城、崇仁、邵武。
唐高祖武德五年（622年），平林士弘，改臨川郡为撫州。唐玄宗天寶元年（742年），改撫州為臨川郡。臨川郡領四縣：臨川、南城、崇仁、南豐。唐肃宗乾元元年（758年），復改臨川郡為撫州。

## 人口
- 晉武帝太康三年（282年），臨川郡有8500戶。[18]
- 宋孝武帝大明八年（464年），臨川郡有8983戶，64805口。[19]
- 隋煬帝大業五年（609年），臨川郡有10900戶。[16]
- 唐玄宗天寶十三載（754年），臨川郡有30605戶，176394口。[17]

## 行政長官

### 臨川太守（257年—384年）
- 蔡機，彭城人，吳孫皓時在任。[20]
- 謝摛，晉愍帝建興三年（315年）二月戰死。[21][22]
- 袁瑰，字山甫，陳郡陽夏人，晉明帝太宁二年（324年）離任。[23]
- 庾懌，字叔預，潁川鄢陵人，晉成帝咸和四年（329年）出任。[24]
- 庾條，字幼序，潁川鄢陵人，晉穆帝永和四年（348年）在任。[24]
- 周閔，字子騫，汝南安城人，東晉時在任。[25]

### 臨川內史（384年—559年）
- 司馬純之，高密王，河內溫人，東晉後期在任。[26]
- 荀伯子，潁川潁陰人，晉末在任。[27]
- 何尚之，字彥德，廬江灊人，宋文帝元嘉元年（424年）出任。[28]
- 謝靈運，陳郡陽夏人，宋文帝元嘉九年（432年）免官。[29]
- 阮長之，字茂景，陳留尉氏人，宋文帝元嘉九年（432年）除，辭不就。[30]
- 庾炳之，字仲文，潁川鄢陵人，宋文帝元嘉十六年（439年）離任。[31]
- 謝惠宣，陳郡陽夏人，宋文帝元嘉中在任。[31]
- 劉懷之，沛郡蕭人，宋孝武帝孝建元年（454年）伏誅。[32]
- 羊璿之，字曜璠，泰山南城人，宋孝武帝大明三年（459年）伏誅。[29]
- 張淹，吳郡吳人，宋明帝泰始二年（466年）伏誅。[33]
- 王諶，字仲和，東海郯人，宋明帝時在任。[34]
- 申謙，魏郡魏人，宋明帝時在任。[35]
- 謝朏，字敬沖，陳郡陽夏人，宋後廢帝元徽中在任。[36]
- 王玄邈，字彥遠，下邳人，齊武帝永明中在任。[37]
- 何昌宇，字儼望，廬江灊人，齊武帝永明中在任。[38]
- 顧憲之，字士思，吳郡吳人，齊明帝建武中除，未就任。[39]
- 王觀，琅邪臨沂人，梁武帝天監元年（502年）在任。[40]
- 到洽，字茂沿，彭城武原人，梁武帝天監十二年（513年）到十四年（515年）在任。[41]
- 陸杲，字明霞，吳郡吳人，梁武帝普通二年（521年）到五年（524年）在任。[42]
- 殷鈞，字季和，陳郡長平人，梁武帝中期在任。[41]
- 蕭子顯，字景陽，蘭陵人，梁武帝大通中在任。[43]
- 蕭子雲，字景喬，蘭陵人，梁武帝中大通三年（531年）出任。[43]
- 王景休，太原晉陽人，梁武帝時在任。[44]
- 陳昕，字君章，義興國山人，梁武帝太清二年（548年）離任。[45]
- 蕭毅，始興蕃王，蘭陵人，梁武帝太清三年（549年）以郡讓周續。[46]
- 周續，臨川南城人，梁武帝太清三年（549年）自領。[46]
- 蕭泰，字世怡，蘭陵人，梁元帝承聖二年（553年）除，未之郡。[47]
- 周迪，臨川南城人，梁敬帝紹泰二年（556年）到太平二年（557年）在任。[46]

### 臨川太守（559年—589年）
- 周敷，字仲遠，臨川人，陳文帝天嘉四年（563年）解領。[48][49]
- 駱牙，一名文牙，字旗門，吳興臨安人，陳文帝天嘉四年（563年）出任。[46][48]
- 華皎，晉陵暨陽人，陳文帝天嘉六年（565年）除，未拜。[50]
- 周彖，臨川人，陳朝時在任。[49]
- 孟保同，字德會，平昌人，陳後主禎明元年（587年）到三年（589年）在任。[51]

### 臨川郡太守（742年—758年）
- 張□，范陽人，唐玄宗時在任。[52]
- 张朏（751年）
- 赵良弼（天宝年间）[53]

## 國主

### 東晉臨川國（384年—420年）
| 臨川國（384年—420年）    |          |      |        |           |            |
| 代數                     | 封爵     | 謚   | 姓名   | 在位時間  | 備註       |
| 1                        | 臨川郡王 | 獻王 | 司馬郁 | 384年追封 | 晉簡文帝子 |
| 2                        | 臨川郡王 |      | 司馬寶 |           | 司馬晞曾孫 |
| 宋受禪，降封西豐縣開國侯 |          |      |        |           |            |

### 南朝宋臨川國（420年—479年）
| 臨川國（420年—479年）丨食邑5000戶 |          |        |        |             |              |
| 代數                              | 封爵     | 謚     | 姓名   | 在位時間    | 備註         |
| 1                                 | 臨川郡王 | 烈武王 | 劉道規 | 420年追封   | 宋孝帝第三子 |
| 2                                 | 臨川郡王 | 康王   | 劉義慶 | 420年—444年 | 劉道規兄子   |
| 3                                 | 臨川郡王 | 哀王   | 劉燁   | ？—453年    | 劉義慶子     |
| 4                                 | 臨川郡王 |        | 劉綽   | ？—479年    | 劉燁子       |
| 齊受禪，國除                      |          |        |        |             |              |

### 南朝齊臨川國（479年—502年）
| 臨川國（479年—502年）丨食邑2000戶 |          |      |        |             |              |
| 代數                              | 封爵     | 謚   | 姓名   | 在位時間    | 備註         |
| 1                                 | 臨川郡王 | 獻王 | 蕭映   | 479年—489年 | 齊高帝第三子 |
| 2                                 | 臨川郡王 |      | 蕭子晉 | ？—502年    | 蕭映長子     |
| 梁受禪，國除                      |          |      |        |             |              |

### 南朝梁臨川國（502年—550年）
| 臨川國（502年—550年）\|食邑2000戶 |          |        |        |             |              |
| 代數                              | 封爵     | 謚     | 姓名   | 在位時間    | 備註         |
| 1                                 | 臨川郡王 | 靖惠王 | 蕭宏   | 502年—526年 | 梁文帝第六子 |
|                                   | 臨川世子 | 哀世子 | 蕭正仁 |             | 蕭宏長子     |
| 2                                 | 臨川嗣王 |        | 蕭正義 |             | 蕭宏子       |
| 3                                 | 臨川蕃王 |        | ？     |             | 蕭正義子     |

### 南朝梁臨川國（550年—557年）
| 臨川國（550年—557年）\|食邑2000戶 |          |    |        |             |                |
| 代數                              | 封爵     | 謚 | 姓名   | 在位時間    | 備註           |
| 1                                 | 臨川郡王 |    | 蕭大款 | 550年—557年 | 梁簡文帝第三子 |
| 陳受禪，國除                      |          |    |        |             |                |

### 南朝陳臨川國（557年—559年）
| 臨川國（557年—559年）丨食邑2000戶 |          |    |      |             |            |
| 代數                              | 封爵     | 謚 | 姓名 | 在位時間    | 備註       |
| 1                                 | 臨川郡王 |    | 陳蒨 | 557年—559年 | 陳道譚長子 |
| 即皇帝位，國除                    |          |    |      |             |            |